# Air Sardinia

Un Britten-Norman BN.2 Islander di Air Sardinia durante un volo di ricognizione su Capo Marrargiu.

Air Sardinia è stata una compagnia aerea regionale italiana, il suo hub principale era situato presso l'Aeroporto di Tortolì-Arbatax.

## Storia
Fondata nel 1985, prese in affitto l'Aeroporto di Tortolì-Arbatax, eletto base principale, e iniziò i primi voli di linea il 15 giugno dell'anno successivo sulla rotta Cagliari-Tortolì/Arbatax-Olbia. Questo collegamento veniva effettuato principalmente per rimediare al problema della lentezza del traffico automobilistico e ferroviario lungo la costa orientale della Sardegna. Per via dello scarso flusso di passeggeri su questa tratta, Air Sardinia optò per i bimotori Britten-Norman BN-2 Islander e Fairchild Metro, quest'ultimo operato nei mesi in cui il traffico era particolarmente intenso.
Nello stesso periodo ad Air Sardinia fu concesso (da parte di Alitalia) il diritto ad operare due volte al giorno la rotta Cagliari-Alghero. Poco dopo iniziarono anche i voli per Bologna, Milano-Linate e Roma-Fiumicino, mentre venne effettuato anche qualche volo charter verso l'estero (in particolare Parigi). Air Sardinia si impegnò finanziariamente anche nella manutenzione dell'Aeroporto di Tortolì gestendo l'impianto delle radiocomunicazioni, l'illuminazione della pista, il radiofaro, i mezzi antincendio, l'officina di manutenzione e il magazzino dei ricambi. 
Le attività della compagnia proseguirono senza particolari problemi negli anni successivi fino alla cessazione delle attività nel novembre 1990. Nell'ultimo anno di operazioni furono trasportati oltre 15.000 passeggeri. Fu riferito che Corradino Corrias (il fondatore) non fosse più riuscito a sostenere le rate d'affitto dell'Aeroporto di Tortolì.
Il 17 febbraio 1993, nonostante la cessazione delle attività tre anni prima, Air Sardinia fallì definitivamente. In questo giorno infatti il Tribunale di Cagliari ne decretò ufficialmente il fallimento, con debiti per quasi 10 miliardi di lire. Avvenne inoltre l'incriminazione per bancarotta fraudolenta e altri reati societari a carico di otto imputati, a loro volta membri del consiglio di amministrazione e del collegio dei sindaci revisori. La liquidazione della compagnia avvenne un anno dopo, nel 1994.

## Flotta
Nel corso degli anni Air Sardinia operò i seguenti aeromobili:
| Aeromobile                    | Totale | Registrazione          | Note |
| ----------------------------- | ------ | ---------------------- | ---- |
| Cessna 421                    | 2      | I-MAME, I-LIOS         |      |
| Beechcraft 200 Super King Air | 3      | I-ALGH, I-ARBT, I-ARBX |      |
| Britten-Norman BN-2 Islander  | 2      | I-KIMO, I-LILY         |      |
| Fairchild Metro 227           | 2      | I-ORIS, I-SASR         |      |